# Manuel Hermosilla y Llanera
Manuel Hermosilla y Llanera  fue un torero español nacido en Sanlúcar de Barrameda el 14 de enero de 1844 y fallecido en la citada ciudad el 19 de enero de 1918. 
Toma la alternativa en El Puerto de Santa María, de manos de Manuel Domínguez, el 25 de junio de 1873, con el toro:"Cucharero" de Bermúdez Reina. Se la confirmó Lagartijo en Madrid, el 12 de julio de 1874, con el toro Espejito, de Miura.
Buena parte de su carrera se desarrolló en América ya que en su localidad natal actuó sólo tres veces, estando en la cuadrilla de José Ponce.
Se retiró el 26 de junio del 1910, a los 63 años en la plaza donde alcanzó la alternativa.